# Stenopsella fenestrata
Stenopsella fenestrata är en mossdjursart som först beskrevs av Smitt 1873.  Stenopsella fenestrata ingår i släktet Stenopsella och familjen Gigantoporidae.
Artens utbredningsområde är Mexikanska golfen. Inga underarter finns listade i Catalogue of Life.